# الباعث المشترك

ترانزستور من النوع NPN موصول بطريقة الباعث المشترك

الباعث المشترك هو واحد من أصل ثلاث طرق لتوصيل الترانزستور ثنائي القطبية بحيث يكون مربط الباعث في الترانزستور هو المربط المشترك بين دارتي الدخل والخرج أو بمعنى آخر يتم تأريضه بالنسبة إلى النظام السكوني المطبق على الدارة،
تأتي أهمية هذا التوصيل من كونه التوصيل الوحيد الذي يعكس طور إشارة الدخل بحيث (Ø=180°) وأيضا يحقق أعلى ربح بالاستطاعة أي أنه يضخم الجهد والتيار على حد سواء ولكن قيمة تضخيمه للجهد تكون أقل من توصيل القاعدة المشتركة وأكبر من توصيل المجمع المشترك.

## خصائص توصيل الباعث المشترك
|               | العلاقة الرياضية                                                                    | شكل التابع بوجود مقاومة الباعث                                                                               | شكل التابع بدون وجود مقاومة الباعث RE = 0) |
| ------------- | ----------------------------------------------------------------------------------- | --- | ------------------------------------------ |
| ربح التيار    | {\displaystyle A_{\text{i}}\triangleq {\frac {i_{\text{out}}}{i_{\text{in}}}}\,}    | {\displaystyle \beta \,}                                                                                     | {\displaystyle \beta }                     |
| ربح الجهد     | {\displaystyle A_{\text{v}}\triangleq {\frac {v_{\text{out}}}{v_{\text{in}}}}\,}    | {\displaystyle {\begin{matrix}-{\frac {\beta R_{\text{C}}}{r_{\pi }+(\beta +1)R_{\text{E}}}}\end{matrix}}\,} | {\displaystyle -g_{m}R_{\text{C}}}         |
| مقاومة الدخول | {\displaystyle r_{\text{in}}\triangleq {\frac {v_{\text{in}}}{i_{\text{in}}}}\,}    | {\displaystyle r_{\pi }+(\beta +1)R_{\text{E}}\,}                                                            | {\displaystyle r_{\pi }}                   |
| مقاومة الخروج | {\displaystyle r_{\text{out}}\triangleq {\frac {v_{\text{out}}}{i_{\text{out}}}}\,} | {\displaystyle R_{\text{C}}\,}                                                                               | {\displaystyle R_{\text{C}}}               |

يظهر من الجدول أن وجود مقاومة موصولة مع الباعث وهي {\displaystyle R_{\text{E}}\,} يؤدي إلى انخفاض الربح في الجهد {\displaystyle A_{\text{v}}\,} ولكن بالمقابل يؤدي إلى زيادة الاستقرار في دارة التضخيم.

## تطبيقات على توصيل الباعث المشترك

### دارات الجهد المنخفض

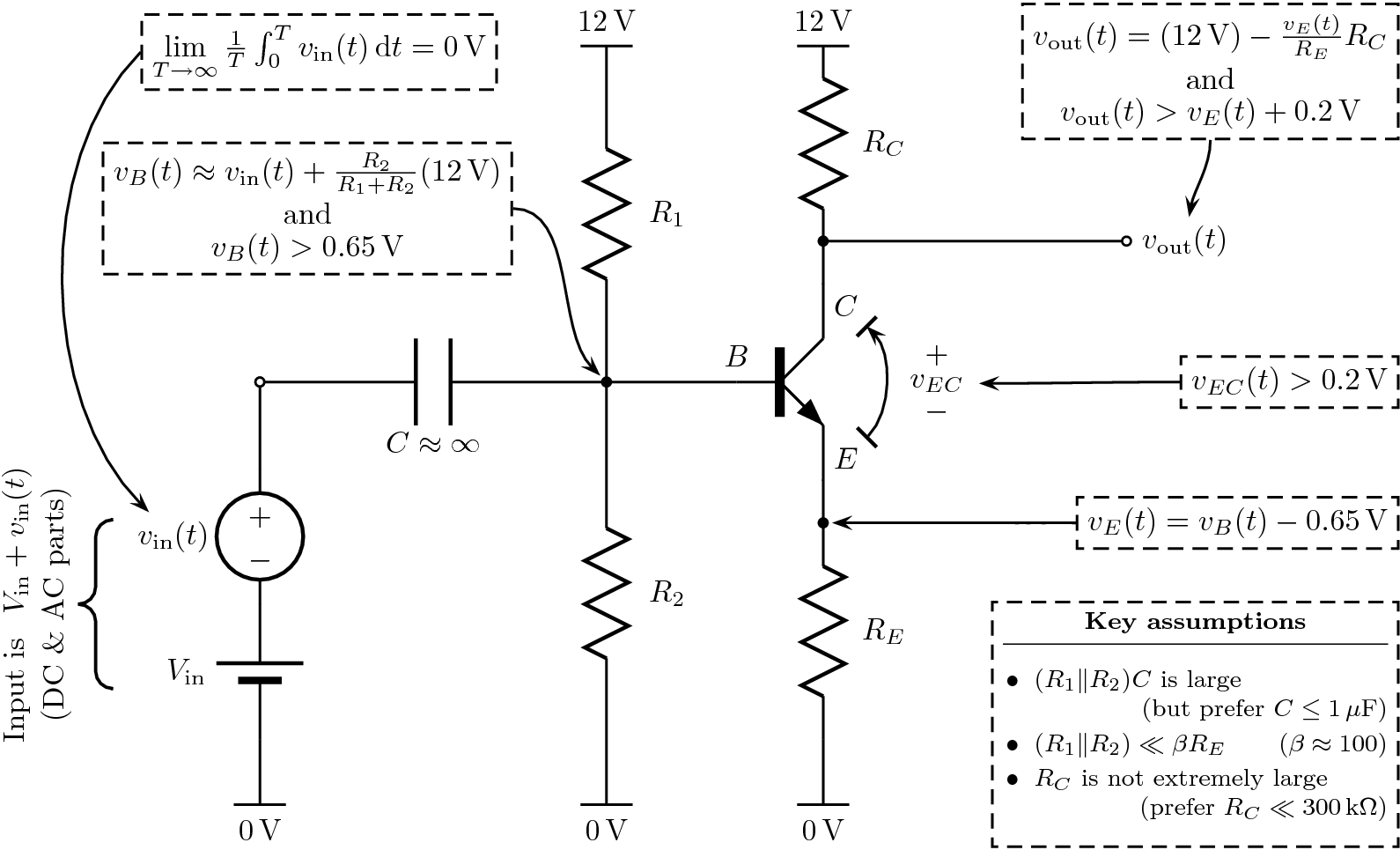
رسم توضيحي لمضخم بتوصيل باعث مشترك مع افتراض أن كمون وصلة الباعث_قاعدة هو 0.65 فولط بأعتبار أن الترانزستور المستخدم مصنوع من السيلكون

تتألف الدارة من عدة عناصر تعمل مجتمعة لتحقق دارة مضخم بتوصيل باعث مشترك أو باعث مؤرض كما يظهر في الرسم التوضيحي،
فتتوضع المكثفة C بعد منبع الأشارة على الفور وذلك لكي لا تؤثر الإشارة التي يجب تضخيمها (الصادرة عن المنبع المتناوب vin) على تيارات وكمونات الأستقطاب، فيتوجب توصيل هذه الإشارة إلى القاعدة عن طريق مكثفة كبيرة السعة C تدعى مكثفة الربط من شأنها أن تؤدي دور دارة قصيرة في حالة تواترات الأشارة المفيدة جميعها، في حين أنها تعيق التيار المستمر (النظام السكوني)،
أما المقاومتان R1 و R2 فتعملان على تجزيئ الكمون المستمر بين وصلتي (قاعدة_باعث) و(قاعدة_مجمع) ليحقق نمط التشغيل الفعال للترانزستور.
- وصلة قاعدة_باعث مستقطبة استقطابا أمامي
- وصلة قاعدة_مجمع مستقطبة استقطابا عكسي[2]